# Combinatul de cauciuc sintetic din Sumqayıt

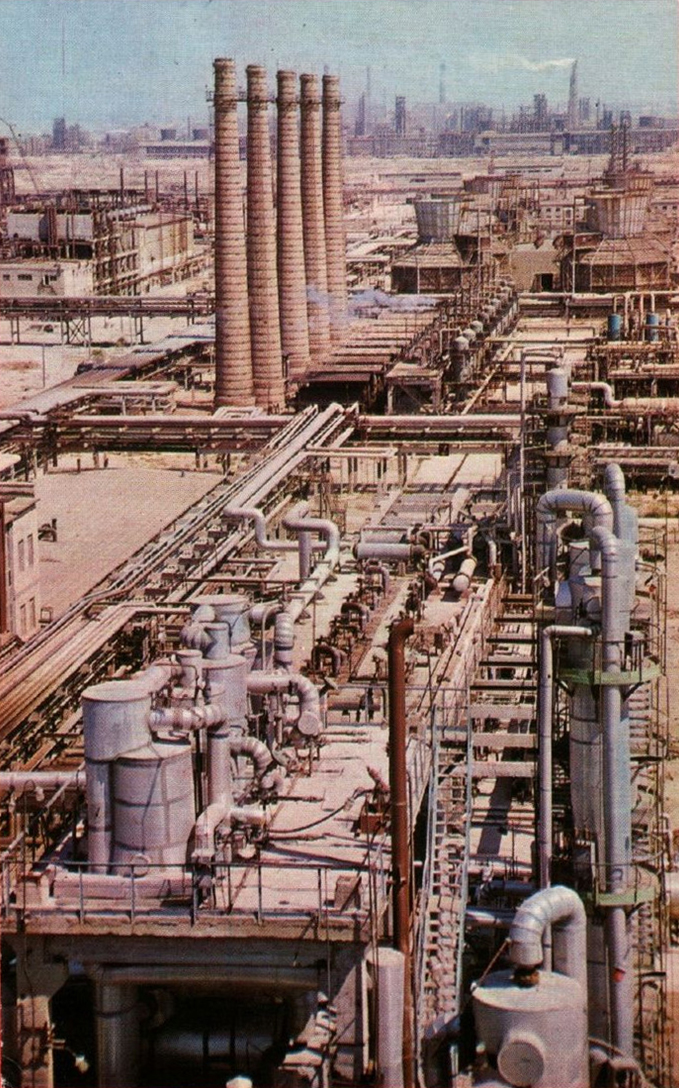
„Sintezcauciuc” și „Sinteza organică” în planul depărtat, în Sumqayıt (1970)

Combinatul de cauciuc sintetic „Sintezcauciuc” din Sumqayıt (sau SK 5; în azeră Sintezkauçuk, în rusă Синтезкаучук, transliterat: Sintezkauciuk) a fost singura întreprindere industrială ce producea cauciuc sintetic din Republica Sovietică Socialistă Azerbaidjană și prima de acest fel din Caucazul de Sud. Prima etapă a construcției, constând în combinatul de cauciuc butadienic din alcool etilic sintetic, a fost derulată între 1940–1941 și 1945–1952. A doua etapă, prin combinatul de cauciuc sintetic din butadienă provenită din n-butan, a fost între 1955–1957. Ultima parte a fost realizată după același proiect cu Combinatul de cauciuc sintetic și produse petrochimice Onești, „Sintezcauciuc” devenind primul combinat din URSS cu producție a cauciucului din sursă petrolieră.

## Istoric

### Combinatul de cauciuc din alcool etilic
Combinatul de cauciuc sintetic „Sintezcauciuc” din Sumqayıt, primul de acest fel din Caucazul de Sud și cea mai mare întreprindere petrochimică din Republica Sovietică Socialistă Azerbaidjană, a fost proiectat în 1939 iar lucrările de construcție au început în 1940. Intrarea în al Doilea Război Mondial a dus la suspendarea lucrărilor în 1941. În februarie 1944 au fost elaborate proiecte actualizate, iar în septembrie 1945 s-a continuat construcția întreprinderii specializată în producția de cauciuc butadien-stirenic, unde butadiena era obținută din alcool etilic prin reacția de hidratare a etilenei cu acid sulfuric după metoda lui Serghei Lebedeev⁠(en)[traduceți].
Conducerea Uniunii Republicilor Sovietice Socialiste la nivel de ministere nu a fost de acord cu amplasarea combinatului la Sumgayit, astfel nu s-au alocat fonduri pentru construcția de facilități sociale și culturale pentru zonă. Întreprinderea a rămas sub conducerea URSS. În uniune trei orașe aveau astfel de combinate, la Voronej, Iaroslavl și Iefrimov.
Coordonatorul programului de producție a cauciucului sintetic în Germania Nazistă din cadrul I. G. Farbenindustrie⁠(en)[traduceți], Otto Ambros⁠(en)[traduceți], a transmis oficialului Carl Krauch⁠(en)[traduceți] în 1941 că are o listă a potențialilor directori pentru preluarea combinatelor de cauciuc sintetic din teritoriile cucerite din URSS de către Germania, printre care se aflau și chimiști ai Buna-Werke pentru combinatele din Sumqayıt și Kazan. Combinatele vizate în total erau: SK 1 Iaroslavl, SK 2 Voronej, SK 3 Iefrimov, SK 4 Sovpren Erevan, SK 5 Sumqayıt, SK 6 Kazan.
Combinatul a fost pornit în august 1952, având materia primă alcoolul etilic sintetic, fiind primul combinat din URSS ce utiliza alcoolul sintetic sintetizat din gaze petroliere, provenite de la Uzina de petrol și gaze din Baku. Până atunci, în URSS etanolul era produs din grâu și alte produse vegetale. În comparație, alcoolul sintetic a avut prețul de producție de două ori mai mic decât cel natural, iar grâul în cantități de ordinul a miilor de tone își putea găsi alte întrebuințări. Procese de producție au fost automatizate iar echipamentele erau cele mai moderne pentru acea vreme.
Producția de cauciuc sintetic, un element strategic pentru economia națională a RSS Azerbaidjană, a fost de 4 ori mai ieftină decât cea de cauciuc natural din lume.
Din cauciucul rezultat s-au fabricat anvelope.

### Combinatul de cauciuc din n-butan

#### Construcție

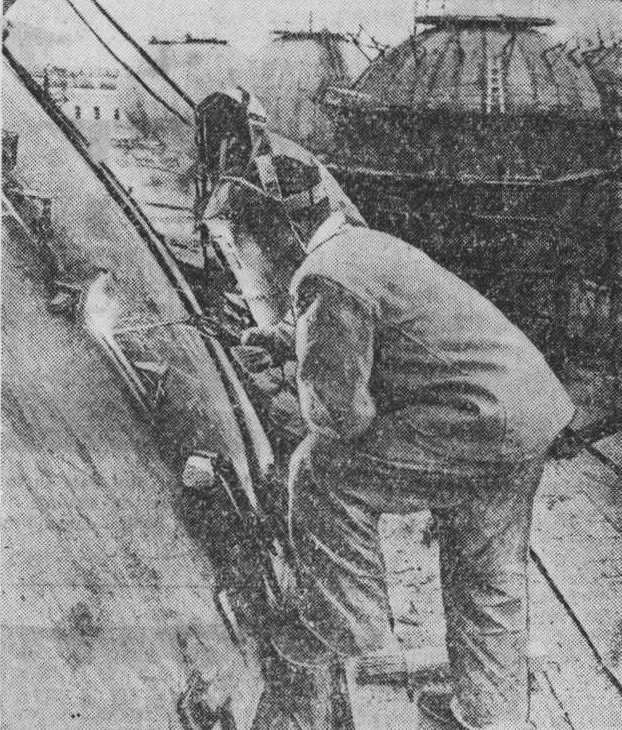
Construcția rezervoarelor sferice pentru depozitarea butanului și butadienei, cu o capacitate individuală de 600 metri cubi

În perioada 1955–1957 a început construcția celei de-a doua etape a uzinei, de cauciuc provenit din n-butan, pe baza aceluiași proiect cu cel al Combinatului de cauciuc sintetic și produse petrochimice Onești, realizat de Institutul de Stat pentru Proiectarea Întreprinderilor Industriale din Industria Cauciucului (în rusă Государственный институт по проектированию производственных предприятий каучуковой промышленности – GHIPROCAUCIUC) din Moscova. Documentația de proiectare a fost furnizată la timp, însă majoritatea proiectelor întocmite de GHIPROCAUCIUC erau incorecte, precum în cazul secției de catalizatori, care după depistarea problemelor în timpul recepției a trebuit să fie reconstruită, și cu echipamentele înlocuite. Probleme au întâmpinat și secțiile D-12-13 și D-11.
În 1957 se plănuia realizarea la Sumqayıt pentru prima dată a cauciucului butadien-stirenic din fracție petrolieră în teritoriul URSS. La secția butan lucrările de construcție și instalare a utilajelor au fost finalizate rapid în proporție de 85 % în 1958, restul rămânând pentru a fi finalizate în primele trei luni ale anului 1959. Însă din cauza lipsei unor echipamente construcția a fost amânată pentru al doilea trimestru, unde din nou proiectul nu a mai înaintat.
Unul dintre inginerii chimiști care s-a ocupat de construcție și funcționare a fost M. Mustafaev (fracționarea gazelor, asimilare procese tehnologice la instalațiile de alcool etilic și izopropilic sintetic, etilbenzen, stiren, formaldehidă). În perioada 1958–1959, la secțiile fracționare gaze (grupa „A”), divinil (grupa „B”) și cauciuc (grupa „C”) au avut loc automatizări de producție. La procesele de producție ale cauciucului sintetic s-au introdus sisteme de calcul și control pentru determinarea calității produselor.

#### Producție
La început, secția E-1 pentru latex, una dintre principalele secții, nu a îndeplinit comanda statului. În total, 72 % din comenzile pe anul 1960 au avut loc, unde mai puțin de o sută de tone de produse au fost trimise la secția E-2 decât era prevăzut. Din cauza calității scăzute din cea mai mare parte a latexului produs, sute de tone de varietăți defecte de latex s-au adunat în depozitul de cauciuc. Construcția capacității a dus la creșterea producției de cauciuc a întreprinderii iar pentru sfârșitul planului de 7 ani s-a propus o altă creștere a producției de 4 ori, orașul Sumqayıt devenind centrul petrochimiei în țară.
Potrivit Central Intelligence Agency (CIA), în 1959 producția de cauciuc sintetic a URSS era obținută din alcool etilic în proporție de 86 %, reprezentând o problemă tehnologică majoră producția din gaze naturale și de rafinărie. Procedeul stabilit în anii 1959–1965 a fost cel în două drepte, din butan-butilenă în butadienă. Tot potrivit agenției, primul combinat din noul tip a fost cel din Sumqayıt, finalizat în octombrie 1959, cu cel puțin un an mai târziu decât era programat. Însă aceștia au avut informația că producția reală de cauciuc a apărut în 1960 și că au existat critici la adresa calității. CIA a bănuit că aceste dificultăți au accelerat eforturile URSS în producția într-o singură treaptă, asemănătoare cu cea din SUA. În 1961, URSS a anunțat că cei din Sumqayıt au descoperit metoda de producere din gaze naturale într-o singură treaptă, însă nu s-a dat nicio indicație cu privire la timpul necesar pentru a realiza producția propriu-zisă destinată comerțului.
Cauciucul sintetic a fost utilizat în principal ca materie primă pentru producția de anvelope, benzi transportoare și alte bunuri de larg consum. Pneurile erau produse la Uzina de anvelope din Baku, a cărei construcție a început în 1957 și a fost terminată în 1959.
S-a lucrat la îmbunătățirea învățământului general în scopul specializării tehnice a lucrătorilor tineri. Prin școala tehnică nr. 11 din oraș, în anul 1960 un număr de 500 de muncitori calificați au fost instruiți în întreprindere, din care 312 s-au specializat în anumite profesii precum operatori, mecanici, instalatori, sudori, asistenți de laborator, controlori și alții, iar restul au fost atașați la brigăzi. Pe lângă calificarea de bază, 494 persoane au urmat cursuri tehnice suplimentare, iar 107 s-au calificat într-o a doua profesie. Din același an elevii de liceu au început să studieze meseriile de tehnician instalații, de laborator și mecanic, iar 90 de ingineri și tehnicieni și-au îmbunătățit calificările. La începutul anilor 1960 au fost prezente cinci grupuri de ingineri și tehnicieni români din Onești care au făcut practică în combinat.
Prim-secretarul al C.C. al PCUS și președinte al Consiliului de Miniștri al URSS, Nikita Sergheevici Hrușciov, a realizat o vizită la Sumqayıt și combinatul de cauciuc sintetic în 27 aprilie 1960 și s-a arătat încântat de realizarea chimiștilor din Azerbaidjan. Întreprinderea a fost redenumită „A 40-a aniversare a Azerbaidjanului Sovietic”.
În 1963 a fost pornită o altă unitate de fracționare a gazelor iar în 1964 o unitate de reformare catalitică. Între 1963 și 1966 a avut loc îmbunătățirea producției de etilenă și alcool etilic. În 1966 a fost pusă în funcțiune instalația de alcool izopropilic. La nivelul anului 1967 se producea și cauciuc butilic și alcool etilic din gaz petrolier. În același an a fost pornită o unitate de concentrare a propilenei.
Conducătorul RSS Azerbaidjană venit la putere în iulie 1969, Heydar Aliyev, a acordat o atenție deosebită dezvoltării industriei petrochimice de importanță strategică, ce se afla într-o continuă îmbunătățire la nivel mondial. În contextul acestei politici, mai multe întreprinderi industriale, inclusiv combinatul de cauciuc sintetic, au fost dezvoltate sau reconstruite în perioada anilor 1970–1980. În 1969 funcționa secția de polietilenă de înaltă densitate (PEHD), iar în 1973 a urmat punerea în funcțiune a instalației de cauciuc butilic cu o capacitate anuală de 15 000 de tone, devenind prima și singura întreprindere din URSS care a produs varietăți de cauciuc butilic. Drept rezultat, importul de acest cauciuc a încetat.
În anul 1974 a avut loc reconstrucția secției latex, crescând capacitatea anuală la 120 000 de tone. Acest fapt a dus la modernizarea fabricii de anvelope din Baku la secțiile de vulcanizare și restaurare și au fost construite alte secții.
Capacități de cauciuc butadienic au fost puse în funcțiune în 1976, iar în 1977 cele de cauciuc butadien-stirenic. Între 1980–1981 a fost pornită instalația de de latex nitrilic.
Platforma petrochimică a fost începută cu producția din petrol și gaze și plănuită cu o extindere în producția de fibre sintetice și îmbrăcăminte, însă planul de 7 ani al URSS nu a mai fost implementat în acest caz, producția fiind transferată ulterior sub numele de „Sinteza organică” (în rusă Органического синтеза). La momentul construcției, în iulie 1958, platforma a fost cea mare din oraș, dar și din Europa.
În 1987 a fost lansată producția de cauciuc etilen-propilenic nereactiv EP-300. După 1990, au fost puse în funcțiune instalații pentru producția de materiale din polietilenă, fracție C5, bentol și divinil.
În anii 1970 și 1980, combinatul de cauciuc sintetic și uzina chimică funcționau la capacitate maximă și exportau produse aproape în tot teritoriul URSS.